# Naruyoshi Kikuchi
Naruyoshi Kikuchi (菊地 成孔, Kikuchi Naruyoshi, né le 14 juin 1963 à Chiba au Japon) est un musicien de jazz, saxophoniste, compositeur, chef de formation, écrivain et enseignant japonais.

## Biographie

### Musicien de jazz
Fils d'un chef de brasserie à Chōshi, Chiba, Kikuchi a commencé sa carrière musicale en 1985. Comme saxophoniste, il a participé au groupe de Yōsuke Yamashita (pianiste de jazz) et s'est joint à Tipographica, groupe avant-garde de Tsuneo Imahori.
En 1992, il a fondé Spank Happy, groupe de J-Pop et de musique de club. 
En 1999, il a groupé Date Course Pentagon Royal Garden (DCPRG), bande qui est, selon Kikuchi, inspirée par Miles Davis au temps d’Electronic Miles (de la fin des années 1960 au début des années 1970).
En 2004, il a déclaré son retour au jazz acoustique et a sorti son premier solo album qui se nommait Dégustation à jazz. La durée moyenne des morceaux de cet album est quatre-vingt-dix secondes et la plupart des morceaux finit en fondu. C'est pour cela qu'il dit dégustation et, selon lui, le concept de dégustation est une idée inspirée par un cuisinier génial espagnol (Ferran Adria). Sur l'enveloppe de cet album, il écrit en français « C'est un album de jazz post-modern du XXIe siècle réalisé par Naruyoshi Kikuchi ». Il utilise souvent le français dans ses œuvres (titres, son).
Il continue dans le domaine de jazz en produisant de nouvelles unité comme Naruyoshi Kikuchi Quintet Live Dub ou Pepe Tormento Azucarar et sort plusieurs albums en an. Son rythme de production ne connaît pas encore le ralentissement.

### Écrivain
En 2003, il a publié son premier livre d'essai et de nouvelle titré Spain no Uchūshoku (aliments d'espace espagnols). 
Il s'y connait en méthode musicale, en films, en cuisine, en psychanalyse, en haute couture et en lutte. Son style volubile et parano fascine non seulement ses fans mais aussi les intellectuels.

### Enseignant
Il a enseigné l'histoire du jazz à l'université de Tokyo en 2004 et en 2005. Il a publié la transcription de cours, titrée Tokyo daigaku no Albert Ayler (Albert Ayler à l'université de Tokyo).